# Кошкин, Исак Фёдорович
Исак Фёдорович Кошкин — советский хозяйственный деятель.

## Биография
Родился в 1918 году в деревне Синьялы Ядринского уезда. Член КПСС.
С 1933 года — колхозник в колхозе «Правда» Вурнарского района.
Участник Великой Отечественной войны.
В 1942—1947 гг. — бригадир полеводческой бригады колхоза «Правда».
В 1947—1983 гг. — председатель колхоза «Правда» Вурнарского района Чувашской АССР.
Ззаслуженный работник сельского хозяйства Чувашской АССР (1976). Занесен в Почетную Книгу Трудовой Славы и Героизма Чувашской АССР.
Умер в 1983 году в деревне Синьялы Вурнарского района Чувашской АССР.

## Награды
- Орден Ленина (трижды)
- Орден Отечественной войны II степени